# Wolfgang Hackbusch
Wolfgang Hackbusch (né le  24 octobre 1948 à Westerstede ) est un mathématicien allemand, professeur émérite.

## Biographie
Hackbusch fait des études de mathématiques à l'université de Marbourg et à l'université de Cologne à partir de 1967. Il  obtient son doctorat en 1973 sous la direction de  Roland Bulirsch avec une thèse intitulée Die Verwendung der Extrapolationsmethode zur numerischen Lösung hyperbolischer Differentialgleichungen. En 1979, il soutient son habilitation à Cologne. De 1980 à 1982, il occupe un poste à l'Université de la Ruhr à Bochum et depuis 1982, il est titulaire de la chaire de mathématiques pratiques à l'université Christian-Albrecht de Kiel. En 1999, il devient membre scientifique de l'Institut Max-Planck de mathématique dans les sciences à Leipzig, dont il est directeur depuis 2000 et jusqu'en 2014. Dans le même temps, il reste lié à l'Université de Kiel en tant que professeur honoraire. Il est émérite depuis 2014.

## Recherche
Le principal domaine de recherche de Hackbusch sont les méthodes numériques de résolution d'équations intégrales et aux dérivées partielles. Il est réputé dans les milieux spécialisés pour ses travaux sur les méthodes multigrilles (en), qu'il a développés de manière indépendante. Hackbusch a apporté des contributions à la compréhension de ces processus et a su développer d'autres approches telles que le Panel-clustering et les matrices hiérarchiques (en).

## Prix et distinctions
Hackbusch est membre de l'Académie des sciences de Berlin-Brandebourg depuis 1993.
En 1994, Hackbusch reçoit le prix Leibniz. En 1996, il reçoit la médaille Brouwer . De 1999 à 2004, il a été membre du Conseil de l'IPAM à l'Université de Californie à Los Angeles.
En 1998, il donne une conférence plénière au Congrès international des mathématiciens à Berlin (From classical numerical mathematics to scientific computing).
En 2006, Hackbusch est élu membre de l'Académie Léopoldine. Hackbusch est membre scientifique de l'Institut Max-Planck de mathématique dans les sciences, émérite depuis 2014.
En 2020, il reçoit le Prix Heinz-Gumin de mathématiques de la Fondation Carl Friedrich von Siemens doté de 50 000 €.

## Ouvrages (sélection)
- Integralgleichungen: Theorie und Numerik, Teubner Verlag, 1997, 2e éd. (ISBN 3-519-12370-3)
- Integral equations. Theory and numerical treatment, Birkhäuser, 1995, xiv+359 — Traduction de la première édition.
- Theorie und Numerik elliptischer Differentialgleichungen, Springer Spektrum, 2017, 4e éd., xiii+400 (ISBN 978-3-658-15357-1, zbMATH 1360.65257)
- Elliptic differential equations. Theory and numerical treatment, Springer, 2017, xiv+455 (ISBN 978-3-662-54960-5, zbMATH 1379.35001) — Traduction du précédent.

- Iterative Lösung großer schwachbesetzter Gleichungssysteme, Teubner Verlag, 1993, 2e éd. (ISBN 3-519-12372-X)
- Iterative solution of large sparse systems of equations, Cham Springer, 2016, 2e éd., xxiii + 509 (ISBN 978-3-319-28481-1, zbMATH 1347.65063) — Nouvelle édition de la traduction en anglais
- Multi-grid methods and application, Springer Berlin, 1985 (ISBN 3-540-12761-5)
- Hierarchische Matrizen : Algorithmen und Analysis, Springer Berlin, 2009 (ISBN 3642002218)[4].
- Tensor spaces and numerical tensor calculus, Springer Heidelberg, 2012 (ISBN 978-3-642-28026-9)
- The Concept of Stability in Numerical Mathematics, Springer Leipzig, 2014 (ISBN 978-3-642-39385-3)